# スウィング・ジャズ
スウィング・ジャズ（日本語仮名表記にはスイング・ジャズも見られる）は、1920年代から1930年代にかけて大流行した、白人が主体となって作られた大人数編成による戦前のジャズのジャンルの一つ。ベニー・グッドマンや黒人の演奏家も積極的に採用した。黒人ブラスバンドやマーチングバンドと呼ばれるものとは、音楽的には直接の関係はないとされるが、ブラスバンドから発展したという説もある大人数のジャズ、ビッグバンドの形態をとっている。人気のビッグバンドとしては、ベニー・グッドマン、デューク・エリントン、カウント・ベイシー、グレン・ミラーらのバンドがあげられる。

## 歴史
スウィングのルーツは、1920年代のルイ・アームストロング、コールマン・ホーキンス、ベニー・カーターらの新しい形式の編曲や、リズムの革新に起因していた。
ジャズの歴史の初期に隆盛となったスイングジャズは、スウィングのリズムが特徴の軽快なダンスミュージックだった。ジャズの特徴である即興演奏（アドリブ）や個人演奏（ソロ）よりも、念入りな打ち合わせに基づくビッグバンド全体での演奏（アンサンブル）に重点が置かれた。1929年の世界大恐慌で、アメリカの民衆は甘い癒やしの音楽を望む傾向にあった。さらに、ラジオや蓄音機の登場で、レコードが普及、一定時間内に終わらせる必要性が出てきた。また、ライブを観に来た客も、レコードと同じ演奏を期待するようになった。そのため、楽器曲の緻密なアレンジメント（編曲）が要求され、ミュージック・アレンジャー（編曲者）も重要視されるようになった。フレッチャー・ヘンダーソンは初期のスウィングのバンド・リーダーとして、優れたミュージシャンを輩出した。  
前時代のディキシーランド・ジャズやニューオーリオンズ・ジャズよりも人数的に大編成であり、ディキシーに比べ楽譜にコントロールされたダンス向けアレンジメントが必要となった。その結果、ライブでもレコードと同じ演奏、甘く軽快でダンサブルな楽曲、大人数の演奏者の調和などにその特色が見られる。ジャンゴ・ラインハルトは、手の障害を克服しジプシー・スウィングの音楽性を確立した。
ベニー・グッドマンは「シング・シング・シング」ほかの楽曲により、スウィングのジャンルで大成功することができた。ホットなスウィングでのグッドマンの大成功は、終戦まで続くスウィングのダンス・オーケストラの間で、新しいスタイルの模倣者と愛好者を生み出した。他にデューク・エリントン、カウント・ベイシー、グレン・ミラーらも、スウィングの人気楽団を率いた。
音楽理論面から見れば、スウィング・ジャズの時代に大編成のバンドが一般的となり、コードや演奏面でも洗練が見られた。スウィング・ジャズ時代の初頭は和声の本質においてはニューオーリンズ・ジャズやディキシーランド・ジャズと大差はないが、4声（4つの楽器）を主体としたセクショナル・ハーモニーが開拓された。戦後にビッグ・バンドのリーダーたちはバンドを解散し、ジャンプ・ブルースやビバップ、R&B、ブルース、ドーワップの時代へと変化していった。

## 代表的なミュージシャン
バンド・リーダー
- デューク・エリントン
- カウント・ベイシー
- ベニー・グッドマン
- グレン・ミラー
- フレッチャー・ヘンダーソン

クラリネット
- ベニー・グッドマン
- アーティ・ショウ

ピアノ
- デューク・エリントン
- カウント・ベイシー
- フレッチャー・ヘンダーソン

サクソフォン
- レスター・ヤング

トランペット
- ハリー・ジェイムス
- ルイ・アームストロング
- バック・クレイトン
- ルイ・プリマ
- キャット・アンダーソン

トロンボーン
- グレン・ミラー
- トミー・ドーシー

ドラムス
- ジーン・クルーパ
- バディ・リッチ
- ジョー・ジョーンズ

コルネット
- ルイ・アームストロング

ギター
- チャーリー・クリスチャン
- フレディ・グリーン
- ウォルター・ペイジ（ベース）

ヴィブラフォン
- ライオネル・ハンプトン

## 書籍
- 細川周平、後藤雅洋、村井康司、寺島靖国、小川隆夫、加藤総夫、柳沢てつや、北里義之、大村幸則、瀧口秀之、西島多恵子、山下泰司、黒田京子、桜井圭介、上野俊哉、米田栄、田辺秀樹、高橋順一、川竹英克、田村和紀夫、大宅緒、高見一樹、島原裕司、柴俊一『新版 ジャズを放つ』洋泉社、1997年。ISBN 4896912500。